# Tetramorium bellicosum
Tetramorium bellicosum är en myrart som beskrevs av Bolton 1980. Tetramorium bellicosum ingår i släktet Tetramorium och familjen myror. Inga underarter finns listade i Catalogue of Life.